# Marina Crown
Marina Crown – wieżowiec położony w Dubai Marina, w Dubaju, w Zjednoczonych Emiratach Arabskich. Wysokość budynku wynosi 207 m i posiada 52 kondygnacje. Budynek został ukończony w 2006.